# Розенкампф (баронский род)
Розенкампф (нем. Rosenkampff) — дворянский и баронский род. 

## Происхождение и история рода
Происходит от шведского ротмистра из Эстляндии Иоганна Ризенкампфа (нем. Riesenkampff, 1655—1687), получившего в 1687 г. дворянское достоинство и взявшего фамилию фон Розенкампф (нем. von Rosenkampff). Его правнук Каспар-Генрих фон Розенкампф (1734—1790) был лифляндским ландмаршалом; Густав Андреевич фон Розенкампф — его сын.
Род Розенкампф внесён в дворянские матрикулы Лифляндской губернии и Великого княжества Финляндского.
Высочайшим указом, от 13 / 25 июля 1817 года, старший член комиссии для составления законов, действительный статский советник Густав-Адольф Андреевич Розенкампф и племянник его, инженер-поручик корпуса путей сообщения Карл Андреевич Розенкампф возведены, с нисходящим их потомством, в баронское достоинство Великого Княжества Финляндского. Род их внесен, 5 / 17 сентября 1818 года, в матрикул Рыцарского Дома Великого Княжества Финляндского, в число родов баронских, под № 27.

## Описание герба
по Долгорукову
Герб дворян Розенкампф: щит разделен горизонтально на две неравных части. В верхней, меньшей части, в серебряном поле, три красных розы. В нижней, большей части, в голубом поле, влево обращенная рука в латах держит серебряную саблю.
На гербе дворянский шлем, из коего выходят два знамени, правое белое, левое голубое, и между них красная роза на зелёном стебле. Намет серебряный, подложенный голубым и красным.
Герб баронов Розенкампф

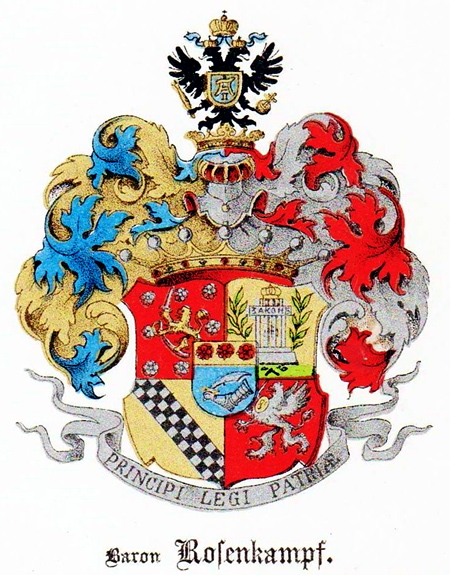

Щит четверочастный с малым голубым щитком, в коем в голубом поле рука в серебряных латах с восточным мечем, в золотой главе щита три красных розы в пояс. В первом красном поле золотой лев, правой лапой держащий над головой меч, а остальными лапами серебряную алебарду с изогнутым древком, сопровождаемый вокруг семью серебряными розами (3+2+2 — см. герб Финляндии). В втором золотом поле на зеленой земле, серебряная колонна с надписью «ЗАКОНЪ», под золотой Императорской короной. В третьем золотом поле портупея в черно-серебряную шашку {14х3}. В четвертом красном поле серебряный rрифон с овальным
золотым щитком на груди. На щите немецкая баронская корона и над ней коронованный дворянский шлем. Нашлемник — Российский Императорский орел с голубым щитком на груди, в коем золотой коронованный вензель Императора Александра I. Намет голубой с золотом и красный с серебром. Девиз «PRINCIPI LEGI PAТRIAE», черным по серебру.

## Известные представители
- Розенкампф, Адольф Андреевич (1800—1868) — инженер путей сообщения, директор московского Ремесленного учебного заведения.
- Розенкампф, Густав Андреевич (1762—1832) — историк, архивист, юрист, член Комиссии по составлению законов (до 1826); муж М. П. Розенкампф.
- Розенкампф,  Карл Андреевич (1793—1846) — барон (1817), российский и финляндский государственный деятель и учёный, генерал-майор русской службы, инженер путей сообщения;
- Розенкампф, Клавдий Леонидович (1867-после 1917) — архитектор начала XX века, один из мастеров московского модерна.